# Institut Ecumènic d'Estudis Teològics de Tantur
L'Institut Ecumènic d'Estudis Teològics de Tantur, o simplement Tantur Institut Ecumènic (TEI), en anglès Tantur Ecumenical Institute for Theological Studies, és un institut ecumènic internacional d'estudis superiors d'investigació teològica i estudis pastorals, que fou creat el 1971 amb el propòsit de retrobar la unitat del cristianisme.
L'Institut Ecumènic Tantur (TEI), ubicat a la Universitat de Notre Dame a Tantur (UNDT), entre les ciutats històriques de Jerusalem i Betlem, està compromès amb la unitat cristiana, les relacions interreligioses entre cristians, jueus i musulmans, i la recerca de la pau i la justícia mundials mitjançant l'estudi teològic i l'exploració dels drets humans i la resolució de conflictes. Més de 3.500 clergues ortodoxos, protestants, anglicans i catòlics romans, erudits i líders laics d'arreu del món han participat en els programes de l'institut. La Fundació Jerusalem ha donat suport a diversos esdeveniments a l'institut, inclosos els seminaris del Centre Hope per a la Pau i la Comprensió Interreligiosa. El càrrec de director recau periòdicament en membres de les diverses Esglésies cristianes. Entre 1971 i 1983 hi residí una petita comunitat de monjos de Montserrat, entre la qual cal destacar la presència de Romuald M. Díaz i Carbonell.